# Хабаровская агломерация
Хаба́ровская агломера́ция — моноцентрическая городская агломерация в Хабаровском крае России с центром в Хабаровске, спецификой которой является то, что тяготеющие к городу-центру поселения исторически складывались как сельские.

## Состав
В состав Хабаровской агломерации входит собственно городской округ Хабаровск и 17 муниципальных образований нижнего уровня одноимённого района Хабаровского края: Корфовское городское поселение, а также сельские поселения Анастасьевское, Восточное, Галкинское, Дружбинское, Князе-Волконское, Корсаковское, Мирненское, Мичуринское, Осиновореченское, Ракитненское, «Село Бычиха», «Село Ильинка», «Село Казакевичево», «Село Некрасовка», Сергеевское и Тополевское общей площадью 1586,59 км².
| МО                                     | Площадь, км² | Население, чел. | Плотность, чел./км² |
| -------------------------------------- | ------------ | --------------- | ------------------- |
| Хабаровск                              | 389          | 615 570         | 1582,44             |
| Корфовское городское поселение         | 83,89        | 8035            | 95,78               |
| Анастасьевское сельское поселение      | 88           | 4093            | 46,51               |
| Восточное сельское поселение           | 68           | 5030            | 73,97               |
| Галкинское сельское поселение          | 59           | 1716            | 29,08               |
| Дружбинское сельское поселение         | 6,97         | 2005            | 287,66              |
| Князе-Волконское сельское поселение    | 14,62        | 7509            | 513,61              |
| Корсаковское сельское поселение        | 102,44       | 4443            | 43,37               |
| Мирненское сельское поселение          | 12           | 4174            | 347,83              |
| Мичуринское сельское поселение         | 338,82       | 4201            | 12,4                |
| Осиновореченское сельское поселение    | 46,6         | 1599            | 34,31               |
| Ракитненское сельское поселение        | 24,96        | 5440            | 217,95              |
| Сельское поселение «Село Бычиха»       | 29           | 1833            | 63,21               |
| Сельское поселение «Село Ильинка»      | 20,34        | 3335            | 163,96              |
| Сельское поселение «Село Казакевичево» | 84           | 850             | 10,12               |
| Сельское поселение «Село Некрасовка»   | 66,63        | 9450            | 141,83              |
| Сергеевское сельское поселение         | 53           | 3258            | 61,47               |
| Тополевское сельское поселение         | 99,32        | 11 004          | 110,79              |
| Итого                                  | 1586,59      | 693 545         | 437,13              |

## История
13 июня 2018 года постановлением Правительства Хабаровского края была утверждена «Стратегия социально-экономического развития Хабаровского края на период до 2030 года», согласно которой в состав агломерации были включены город Хабаровск и одноимённый район.
12 июля 2023 года постановлением Правительства региона были внесены изменения в «Стратегию», в соответствии с которыми входящими в агломерацию от Хабаровского района были определены только 17 отдельных муниципальных образований нижнего уровня: 1 городское и 16 сельских поселений.

## Население
По результатам переписи 2020—2021 годов численность населения Хабаровской агломерации в границах обоих полностью входивших на тот момент в её состав муниципальных образований верхнего уровня (город Хабаровск и одноимённый район) составляла порядка 699,5 тыс. человек. По оценке Росстата на 1 января 2024 года население агломерации в актуальных границах от 12 июля 2023 года составляло 693 545 жителей.